# Janosch

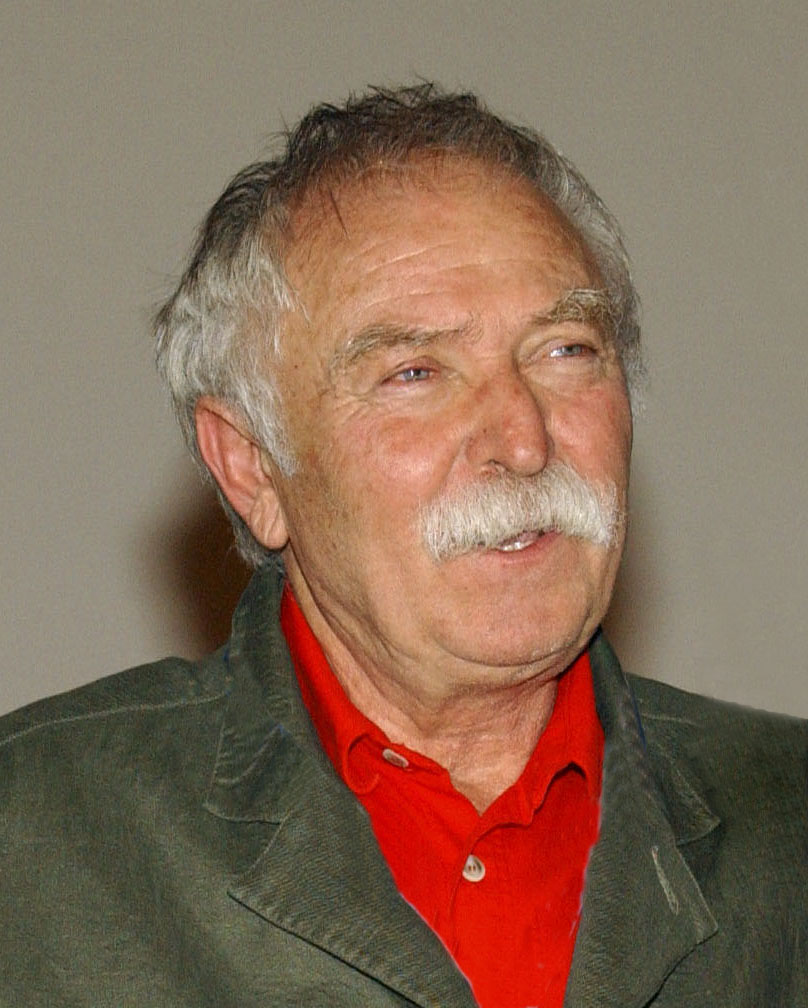
Janosch bei der Poetentaler-Verleihung 2002

Janosch (bürgerlich Horst Eckert; * 11. März 1931 in Hindenburg/Oberschlesien) ist ein deutscher Illustrator und Schriftsteller. Er ist vor allem für seine illustrierten Kindergeschichten wie Oh, wie schön ist Panama, Post für den Tiger und Ich mach dich gesund, sagte der Bär bekannt, die zum Teil als Janoschs Traumstunde verfilmt wurden. Außerdem ist er der Schöpfer der Tigerente, hat aber auch eine Reihe von Büchern für Erwachsene verfasst.

## Leben
Janosch wurde unter dem Namen Horst Eckert als Sohn von Johann Eckert und dessen Frau Hildegard, geb. Glodny, in Hindenburg/Oberschlesien in eine katholische Familie in Oberschlesien geboren. Er wuchs bei seinen Großeltern in einem sogenannten Familok auf, bis sich seine Eltern eine eigene Wohnung leisten konnten. Sein Vater, von Beruf Metallurg und während des Zweiten Weltkrieges zum Wehrdienst einberufen, war Alkoholiker und gewalttätig gegenüber seiner Familie. Seine Mutter galt wiederum als streng gläubig.

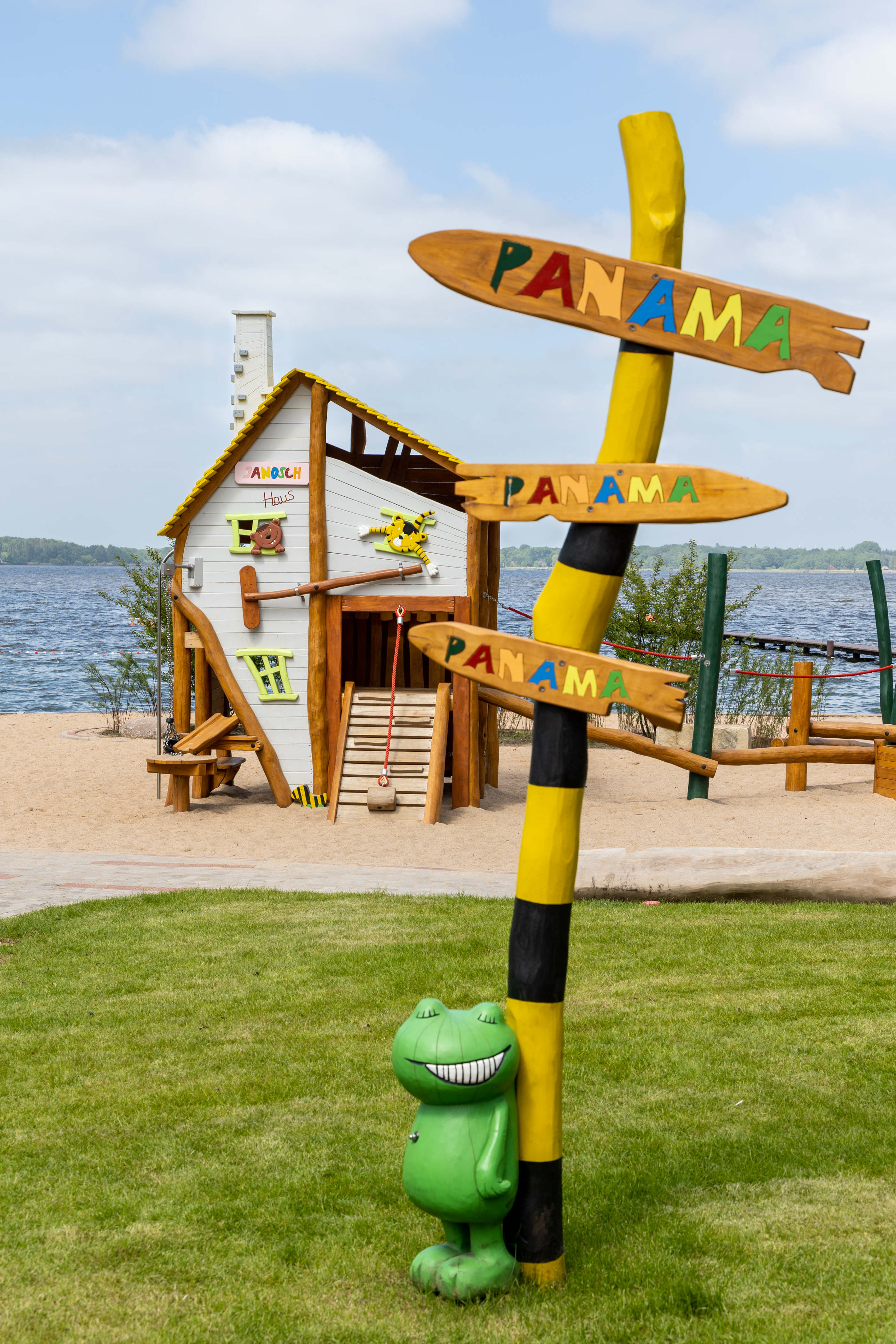
Bad Zwischenahner Janosch-Kinderspielplatz am Meer

Als Kind erkrankte Janosch an Gelbsucht, die mit selbstgebranntem Schnaps behandelt wurde. Er war zudem Mitglied in einer nach eigener Aussage „intensiv gepeinigten jesuitischen Jugendgruppe“ der Marianischen Kongregation. 1944 begann er in einer Schlosserei eine Lehre zum Schmied, die er als seine „allerwichtigste Zeit im Leben“ beschreibt, da man ihm beigebracht habe: „Es gibt nichts, was nicht geht.“
Nach dem Ende des Zweiten Weltkrieges und der Heimkehr seines Vaters 1946 flüchteten die Eltern mit Janosch von Oberschlesien nach Niedersachsen. Die polnischen Behörden hatten der Familie im gleichen Jahr zwar die polnische Staatsangehörigkeit zugebilligt und einen entsprechenden Bescheid an ihre Wohnadresse (nunmehr ul. Kowalska 11a) verschickt, jedoch erreichte das Schreiben sie nicht rechtzeitig vor ihrer Flucht. Nach mehreren Stationen in Nordhorn und Bad Zwischenahn, wo Janosch jahrelang in Textilfabriken arbeitete, besuchte er schließlich die Werkkunstschule Krefeld, an der er an einem Lehrgang für Musterzeichnen bei Gerhard Kadow, einem Schüler von Paul Klee, teilnahm.

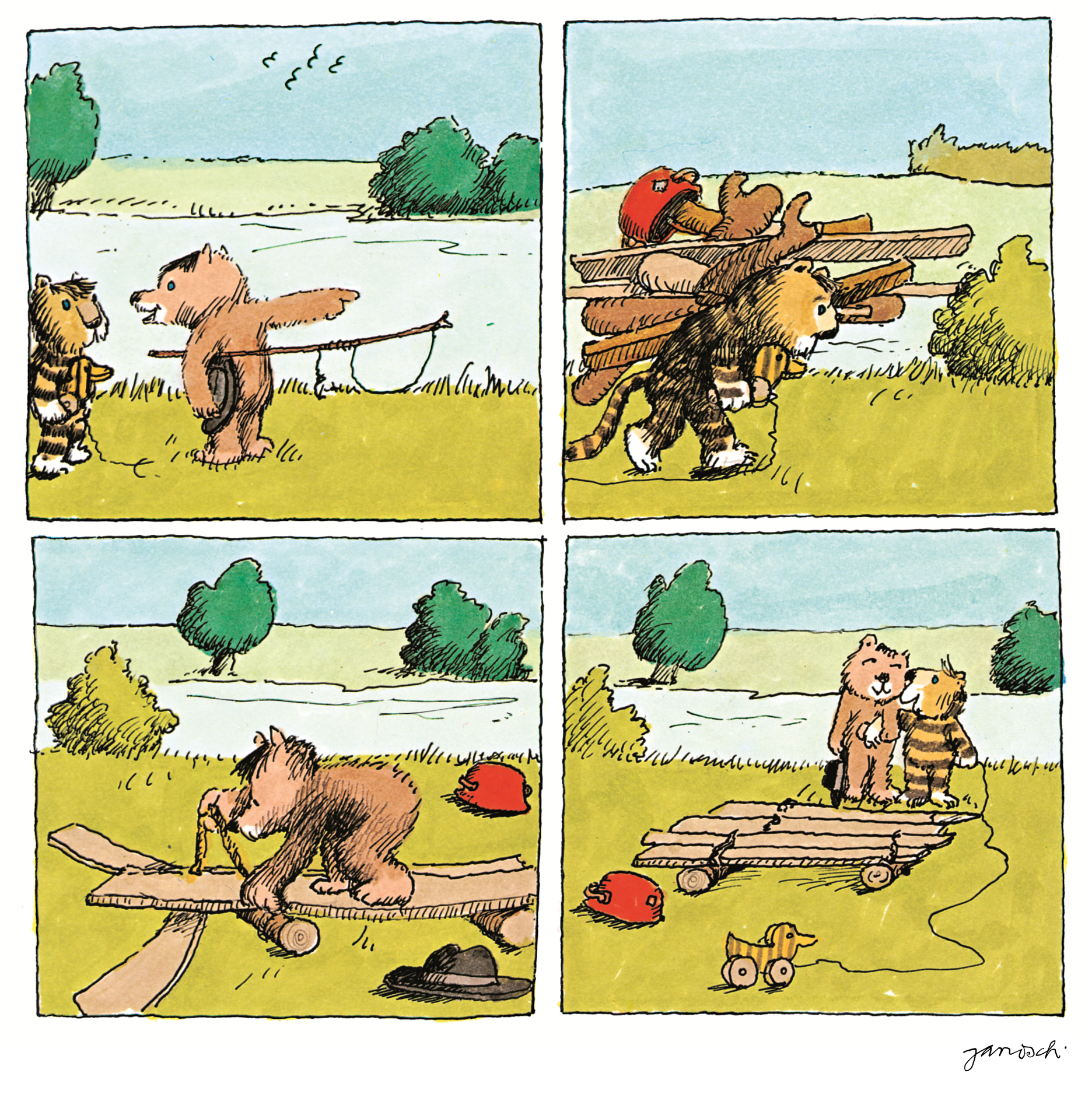
Zeichnung aus Oh, wie schön ist Panama von 1978

Nach einem kurzen Aufenthalt in Paris zog er 1953 nach München, wo er an der Akademie der Bildenden Künste unter anderem bei Ernst Geitlinger studierte, das Kunststudium wegen „mangelnder Begabung“ nach einigen Probesemestern allerdings abbrechen musste. Bei Romano Guardini studierte er „lange am katholischen Christentum herum“. Danach arbeitete er als freischaffender Künstler. 1956 begann seine schriftstellerische Tätigkeit im Feuilleton. Ein Freund riet ihm, aus seinen Zeichnungen ein Kinderbuch zu machen, und sein Verleger Georg Lentz, sich „Janosch“ zu nennen. 1960 erschien sein erstes Kinderbuch, Die Geschichte von Valek dem Pferd, bei dem mit ihm befreundeten Verleger, 1970 sein erster Roman Cholonek oder Der liebe Gott aus Lehm.
1980 zog Janosch, ursprünglich zur Erholung von einer Krankheit, in ein Haus in den Bergen von Teneriffa, das er aber bald als seinen ständigen Wohnsitz auswählte. In einem Interview antwortete Janosch auf die Frage, warum er so ungern Interviews gebe: „Ich bin wirklich Autist. Am liebsten wäre ich unsichtbar.“
Einige seiner bekanntesten Figuren sind Schnuddel oder die Tigerente, die zusammen mit dem Tiger und dem Bären in Post für den Tiger, Oh, wie schön ist Panama (verfilmt unter dem gleichen Titel) und Ich mach dich gesund, sagte der Bär auftrat. Janosch zeichnet und schreibt jedoch nicht nur Kinderbücher. In seinen Publikationen für Erwachsene verarbeitet er unter anderem Erlebnisse seiner Kindheit. Die Ablehnung gottesfürchtiger Religiosität, die Befürwortung familiärer Beziehungen, Freundschaft und die Frage nach dem Sinn des Lebens sind immer wieder Thema für ihn.
1985 und 1989 wurden seine Geschichten als Janoschs Traumstunde für das Fernsehen der ARD produziert.
Ab den frühen 2000er Jahren bündelte Janosch alle urheberrechtlichen Erlösansprüche und viele weitere Rechte an seinem Werk in der Janosch film & medien AG, die diese auch heute noch hält und verwaltet. Janosch war zunächst Mehrheitseigner der Gesellschaft, deren Aktien an der Börse gehandelt werden. Sein eigenes Aktienpaket veräußerte Janosch nach eigenen Angaben nach und nach, über seine heutige Beteiligung ist nichts bekannt. Im Jahr 2024 war es dem Bilderbuchmuseum und der Stadt Troisdorf möglich, die Sammlung der Bilderbuch-Originalillustrationen anzukaufen. Das Haus verfügt damit über den weltweit größten Bestand von Janosch-Originalzeichnungen. Arbeiten aus allen Schaffensperioden des Künstlers werden in kleinen Kabinettausstellungen gezeigt, sofern es das aktuelle Ausstellungsprogramm zulässt.

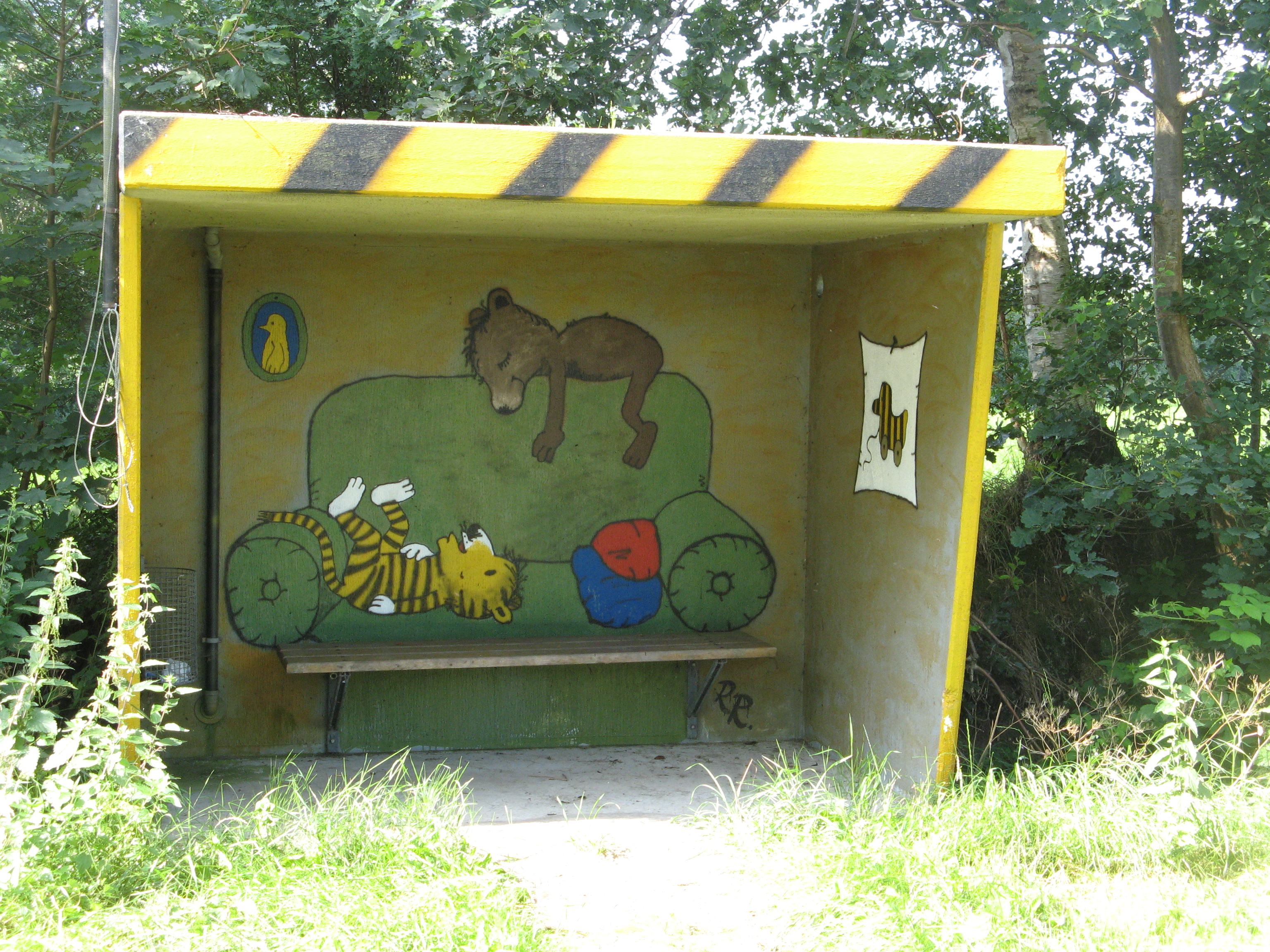
Bushaltestelle mit Janosch-Figuren in Bunsoh

2005 reiste Janosch auch in seine Heimatstadt (seit 1945 wieder Zabrze) und spielte sogar mit dem Gedanken, seinen ständigen Wohnsitz dorthin zu verlegen, was er jedoch nicht realisierte. In Interviews mit der polnischen Presse verwies er wiederholt auf seine Bindungen zu Oberschlesien und Polen. So sagte er: „Ich empfinde mich als Schlesier, dies ist meine Nationalität, dies ist meine Religion“. Und zudem: „Ich empfinde mich auch ein wenig als Pole. In meiner Familie ist nur der Name Eckert deutsch. Meine anderen Großeltern hießen Piecha, Morawiec, Głodny.“ Janosch spricht allerdings eigenen Angaben zufolge nur „ein wenig“ Polnisch.
Sein autobiografisches Buch Tagebuch eines frommen Ketzers wurde bisher noch nicht durch einen Verlag herausgegeben. Das erste Kapitel wurde jedoch ins Polnische übersetzt und 2005, nach seinem Besuch in Zabrze, in der größten polnischen Tageszeitung Gazeta Wyborcza veröffentlicht. Darin rechnet Janosch mit seiner konservativen oberschlesischen Familie ab. Janosch sagte in diesem Zusammenhang: „Katholisch geboren zu sein, ist der größte Unfall meines Lebens“.
Janosch gehörte dem Beirat der Giordano-Bruno-Stiftung an, für die er kirchenkritische satirische Cartoons zeichnete. Auch ist er Unterstützer der „Spatzenkampagne“ der Deutschen Wildtier-Stiftung. Als Begründung für sein Engagement gibt er an, in gewisser Weise eine Schuld wiedergutmachen zu müssen, da sein Vater nebenberuflich Vogelfänger gewesen sei. Zudem engagiert er sich für die Nachsorgeklinik Tannheim.
Am 16. April 2010 kündigte Janosch im Rahmen einer Ausstellung seiner Arbeiten an, keine weiteren Bücher mehr schreiben zu wollen. Er wolle fortan nur noch „reisen und in der Hängematte liegen“ und halte sich ohnehin für unbegabt.
Am 25. Juli 2013 kündigte das ZEITmagazin sein Comeback mit einem wöchentlichen Beitrag für das Magazin an. In diesen Zeichnungen geht es nach Janoschs Worten „um mich: Wondrak, den neuen Superstar“. Um den 21. November 2019 erschien dort sein letzter Beitrag „Herr Janosch, wie sagt man Tschüss?“
2013 heiratete Janosch seine langjährige Lebensgefährtin Ines. Gemeinsam gründeten sie 2021 die Stiftung für Natur und Umwelt „Canarina“, deren Hauptziel der Schutz der Natur und Umwelt auf den Kanarischen Inseln ist.

## Werke
Von Janosch sind bislang über 150 Bücher erschienen, die zum Teil in mehr als 30 Sprachen übersetzt wurden:
- Die Geschichte von Valek dem Pferd. Georg-Lentz-Verlag, München 1960.
- Valek und Jarosch. Georg-Lentz-Verlag, München 1960.
- Das kleine Schiff. Georg-Lentz-Verlag, München 1960.
- Der Josa mit der Zauberfidel. Georg-Lentz-Verlag, München 1960.
- Onkel Poppoff kann auf Bäume fliegen. Parabel-Verlag, München 1964.
- Das Auto hier heißt Ferdinand. Parabel-Verlag, München 1964.
- Heute um neune hinter der Scheune. Parabel-Verlag, München 1965.
- Hannes Strohkopp und der unsichtbare Indianer. Parabel-Verlag, München 1966.
- Wir haben einen Hund zu Haus. Parabel-Verlag, München, 1968
- Böllerbam und der Vogel. Middelhauve Verlag, Köln 1968.
- Der Mäuse-Sheriff. Georg Bitter Verlag, Recklinghausen 1969, ISBN 3-7903-0098-5.
- Cholonek oder Der liebe Gott aus Lehm. Georg-Bitter-Verlag, Recklinghausen 1970, ISBN 3-7903-0125-6.
- Lari Fari Mogelzahn. Beltz-Verlag, Weinheim 1971, ISBN 3-407-80207-2.
- Leo Zauberfloh. Deutscher Taschenbuch Verlag, München 1975, ISBN 3-423-07025-0.
- Sacharin im Salat. Bertelsmann-Verlag, München 1975, ISBN 3-570-00047-8.
- Bärenzirkus Zampano. Parabel-Verlag, München 1975, ISBN 3-7898-0983-7.
- Traumstunde für Siebenschläfer. Beltz-Verlag, Weinheim 1977, ISBN 3-407-80526-8.
- Die Maus hat rote Strümpfe an. Beltz-Verlag, Weinheim 1978, ISBN 3-407-80538-1.
- Oh, wie schön ist Panama. Beltz-Verlag, Weinheim 1978, ISBN 3-407-80533-0. (DE: Platin (Kids-Award))[25]
- Sandstrand. Beltz-Verlag, Weinheim 1979, ISBN 3-407-80758-9; Merlin Verlag, Gifkendorf 2001, ISBN 3-87536-218-7.
- Komm, wir finden einen Schatz. Beltz-Verlag, Weinheim 1979, ISBN 3-407-80555-1.
- Schnuddelbuddel sagt Gutnacht. Deutscher Taschenbuch Verlag, München 1979, ISBN 3-423-07506-6.
- Post für den Tiger. Beltz-Verlag, Weinheim 1980, ISBN 3-407-78031-1. (DE: Platin (Kids-Award))
- Das Leben der Thiere. Beltz-Verlag, Weinheim 1981, ISBN 3-407-80585-3.
- Rasputin der Vaterbär. Beltz-Verlag, Weinheim 1983, ISBN 3-407-80270-6.
- Herr Wuzzel und sein Karussell. Parabel Verlag, München 1984, ISBN 3-7898-0056-2.
- Ich mach dich gesund, sagte der Bär. Diogenes Verlag, Zürich 1985, ISBN 3-407-79335-9. (DE: Gold (Kids-Award))
- Das Lumpengesindel. Diogenes-Verlag, Zürich 1987, ISBN 3-257-00689-6.
- Die Kunst der bäuerlichen Liebe 1. Teil. Merlin Verlag, Gifkendorf 1990, ISBN 3-926112-26-3.
- Du bist ein Indianer, Hannes. Georg Bitter Verlag, Recklinghausen 1990, ISBN 3-7903-0388-7.
- Polski Blues. Goldmann Verlag, München 1991, ISBN 3-442-30417-2.
- Zurück nach Uskow. Merlin Verlag, Gifkendorf 1992, ISBN 3-926112-34-4.
- Schäbels Frau. Goldmann Verlag, München 1992, ISBN 3-442-30442-3.
- Mutter sag, wer macht die Kinder? Mosaik-Verlag, München 1992, ISBN 3-576-10038-5.
- Von dem Glück, Hrdlak gekannt zu haben. Goldmann Verlag, München 1994, ISBN 3-442-30443-1.
- Von dem Glück, als Herr Janosch überlebt zu haben. Merlin Verlag, Gifkendorf 1994, ISBN 3-926112-25-5.
- Franz mit dem verdammten Hut. Little Tiger Verlag, Hamburg 1995, ISBN 3-423-70389-X.
- Schnuddel baut ein Wolkenhaus. Isis Verlag, Chur 1995, DNB 949586870.
- Schnuddels Gute-Nacht-Geschichten. Isis Verlag, Chur 1995, DNB 94958696X.
- Wörterbuch der Lebenskunst. Goldmann Verlag, München 1995, ISBN 3-442-30626-4.
- Gastmahl auf Gomera. Goldmann Verlag, München 1997, ISBN 3-442-30662-0.
- Restaurant & Mutterglück oder Das Kind. Merlin Verlag, Gifkendorf 1998, ISBN 3-926112-79-4.
- Ich liebe eine Tigerente. Mosaik-Verlag, München 1999, ISBN 3-576-11318-5.
- Janoschs großer, kleiner Tigeratlas. Bassermann Verlag, München 2002, ISBN 3-8094-1239-2.
- Janoschs Tausend-Bilder-Lexikon. Bassermann Verlag, München 2002, ISBN 3-8094-1240-6.
- Wie der Tiger zählen lernt. Bassermann Verlag, München 2002, ISBN 3-8094-1238-4.
- Wie der Tiger lesen lernt. Bassermann Verlag, München 2002, ISBN 3-8094-1237-6.
- Bei Liebeskummer Apfelmus. Bassermann Verlag, München 2002, ISBN 3-8094-1371-2.
- Morgen kommt der Weihnachtsbär. Bassermann Verlag, München 2002, ISBN 3-8094-1369-0.
- Wenn Schnuddel in die Schule geht und andere Geschichten. cbj, München 2006, ISBN 3-570-21622-5.
- Gibt es hitzefrei in Afrika? So leben die Kinder dieser Welt. Heyne Verlag, München 2006, ISBN 3-453-12089-2.
- Guten Tag, kleines Schweinchen. Beltz & Gelberg Verlag, 2011, ISBN 978-3-407-76084-5.
- Lukas Kümmel Zauberkünstler, Little Tiger Verlag, Gifkendorf 2014, ISBN 978-3-931081-95-9.
- Herr Wondrak und das Glück, juchhe! Pattloch Verlag, 2017, ISBN 978-3-629-11409-9.
- Herr Wondrak liebt Luise sehr. Pattloch Verlag, 2017, ISBN 978-3-629-11410-5.
- Das Auto hier heisst Ferdinand. Beltz & Gelberg Verlag, 2017, ISBN 978-3-407-79316-4.
- Ein Freund wie Herr Wondrak. Pattloch Verlag, 2017, ISBN 978-3-629-11433-4.
- Es tanzt Herr Wondrak durch das Leben. Pattloch Verlag, 2017, ISBN 978-3-629-11434-1.
- Herr Wondrak, wie kommt man durchs Leben? Alle Fragen. Alle Antworten. Prestel Verlag, 2021, ISBN 978-3-7913-8758-1.
- Wondrak für alle Lebenslagen. Reclam Verlag, 2021, ISBN 978-3-15-014176-2.
- Wondrak und die Kunst der Gelassenheit. Reclam Verlag, 2023, ISBN 978-3-15-014404-6.

## Ausstellungen
- Galerie Augustin, Wien, A, Janosch. Zum 90sten Geburtstag, 11. März – 10. April 2021
- Karikaturmuseum Krems, A, Herr Wondrak von Janosch, 21. Februar 2021 bis 30. Januar 2022[26]
- Stadthalle, Balingen, D, Janosch. Leben und Werk, 10. August – 6. Oktober 2024[27]

## Auszeichnungen

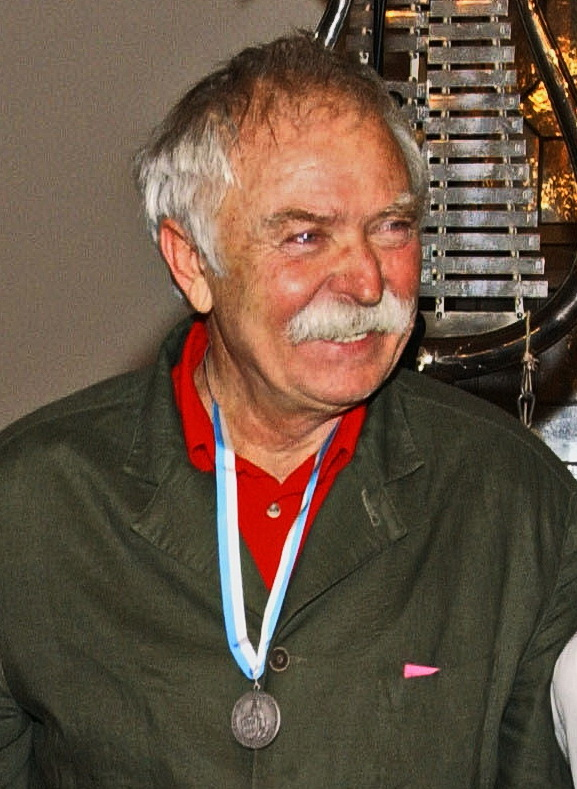
Janosch mit dem Bayerischen Poetentaler, 2002

- 1975: Literaturpreis der Landeshauptstadt München
- 1979: Tukan-Preis
- 1979: Deutscher Jugendbuchpreis Bilderbuch (für Oh, wie schön ist Panama)
- 1979: 2× Plakette der Biennale der Illustrationen Bratislava (für Die Maus hat rote Strümpfe an)
- 1980: Prix Jeunesse Munich (für Oh, wie schön ist Panama in der Sendung mit der Maus)
- 1981: Prix Danube, Bratislava: Hauptpreis Trickfilm (für Komm, wir finden einen Schatz in der Sendung mit der Maus)
- 1983 und 1987: 2× Silberner Pinsel (für Das Leben der Thiere. für Ich mach dich gesund, sagte der Bär)
- 1984: Zilveren Griffel (für Post für den Tiger)
- 1984: Banff World Television Festival: Special Jury Award (für Post für den Tiger in der Sendung mit der Maus)
- 1987: Bologna Ragazzi Award als lobende Erwähnung (für Hosentaschen-Bücher)
- 1992: Andreas-Gryphius-Preis (für sein Romanwerk)
- 1993: Bundesverdienstkreuz 1. Klasse[28]
- 1996: Morenhovener Lupe
- 1999: Kulturpreis Schlesien des Landes Niedersachsen
- 1999: Orden de Manuel Amador Guerrero
- 2002: Bayerischer Poetentaler
- 2003: DVD Champion: Creative Award

## Ehrungen
- Mit dem Ersttag 1. März 2013 gab die Deutsche Post AG zwei Postwertzeichen in den Werten 45 und 58 Eurocent mit den Motiven Segelboot und Ostern von Janosch heraus. Auch die Sonderstempel zeigen Motive dieser Janosch-Zeichnungen. Der Entwurf stammt von Grit Fiedler aus Leipzig.
- Die „Grundschule Augustfehn“ in der Gemeinde Apen im niedersächsischen Landkreis Ammerland führt den Titel „Janosch-Grundschule Augustfehn“. Janosch war ein Jahr lang Schüler der Schule. Er erzählte, ein sehr schönes Jahr in Augustfehn verlebt zu haben. Gerne erinnere er sich an die Schulzeit hier.[29]

## Filme
- Da wo ich bin ist Panama. Die Lebensreise des Herrn Janosch (D 2011, Regie Joachim Lang)
- Ja ist gut, Nein ist gut (D 2009, Regie Joachim Lang)